# Adyguéen (langue)
Pour les articles homonymes, voir Adyguéen.
L'adyguéen, adyghé, circassien ou tcherkesse (адыгэбзэ [aːdəɣaːbzɐ]) est une langue caucasienne, de la famille des langues abkhazo-adyguéennes et l'une des deux langues officielles de la république d'Adyguée, appartenant à la fédération de Russie (l'autre langue officielle étant le russe). Le terme tcherkesse est utilisé par les Russes et les étrangers tandis qu'adyghé est le nom générique que les tribus du nord du Caucase se donnent à elles-mêmes et à leur langue.

## Parenté et extension
La langue adyguéenne appartient à la famille des langues caucasiennes du Nord-Ouest. Le kabarde est un parent proche, que certains considèrent comme un dialecte adyguéen (malgré l'absence d'identité ethnique), tout comme l'oubykh, l'abkhaze ou l'abaza.
L'adyguéen est parlé par divers peuples de la nation adygué et compte quatre dialectes principaux : l'abzakh (désormais presque éteint), le bjedough, le kemirgoy (ou temirgoy) et le chapsough. Outre en république d'Adyguée, il est également parlé dans les districts de Lazarev (Sotchi) et Touapse, sur la Mer Noire.
Il compte environ 125 000 locuteurs sur le territoire russe, pour la quasi-totalité desquels il s'agit de la langue maternelle. À l'étranger, on compte environ 175 000 locuteurs , dont une majorité se trouve en Turquie et en Jordanie, où se sont établies des communautés adyghées issues de la diaspora causée par la guerre du Caucase (XIXe siècle). Le tcherkesse oriental est parlé par environ 150 000 personnes dans le Caucase et le tcherkesse occidental dans une vingtaine de villages du bassin du Kouban (fleuve du sud-ouest de la Russie).
Le chakobsa, cryptolecte et langue cynégétique, semble être apparentée à l'adyguéen, voire en être issue.

## Normes et alphabet
La langue a été normalisée après la révolution russe. Depuis 1938, l'adyguéen utilise l'alphabet cyrillique, auquel s'adjoint un symbole de glottalisation (la palotchka). Antérieurement, un usage mixte des alphabets arabe et latin était en vigueur. L'adyguéen littéraire est basé sur le dialecte kemirgoy.
| Cyrillique | Arabe   | Latin   | API            |
| ---------- | ------- | ------- | -------------- |
| А а        | ا       | A a     | [aː]           |
| Б б        | ب       | B b     | [b]            |
| В в        | ڤ       | V v     | [v]            |
| Г г        | ݝ       | G g     | [g~ɣ]          |
| Гу гу      | گو      | GU gu   | [ɡʷ]           |
| Гъ гъ      | غ       | Ġ ġ     | [ʁ]            |
| Гъу гъу    | غو      | ĠU ġu   | [ʁʷ]           |
| Д д        | د       | D d     | [d]            |
| Дж дж      | ج       | DŽ dž   | [ d͡ʒ]          |
| Дз дз      | ذ       | DZ dz   | [d͡z]           |
| Дзу дзу    | ذو      | DZU dzu | [d͡zʷ]          |
| Е е        | ئە / ەی | JE je   | [ jɐ] ou [ɐj]  |
| Ё ё        | يۆ      | JO jo   | [ jo]          |
| Ж ж        | ڒ       | Ž ž     | [ ʒ]           |
| Жъ жъ      | ظ       | Ẑ ẑ     | [ʐ]            |
| Жъу жъу    | ظو      | ẐU ẑu   | [ʐʷ]           |
| Жь жь      | ژ       | Ź ź     | [ʑ]            |
| З з        | ز       | Z z     | [z]            |
| И и        | ئی / ی  | I i     | [ jə] ou [əj]  |
| Й й        | ي       | J j     | [ j]           |
| К к        | ک       | K k     | [k]            |
| Ку ку      | ک       | KU ku   | [kʷ]           |
| Къ къ      | ق       | Q q     | [q]            |
| Къу къу    | قو      | QU qu   | [qʷ]           |
| Кӏ кӏ      | ڃ       | Ḳ ḳ     | [ t͡ʃʼ] ou [kʼ] |
| Кӏу кӏу    | ࢰو      | ḲU ḳu   | [kʷʼ]          |
| Л л        | ل       | L l     | [ɮ~l]          |
| Лъ лъ      | ݪ       | Ł ł     | [ɬ]            |
| Лӏ лӏ      | ࢦ       | Ḷ ḷ     | [ɬʼ]           |
| М м        | م       | M m     | [m]            |
| Н н        | ن       | N n     | [n]            |
| О о        | ئۆ / ۆ  | O o     | [ɐw] ou [wɐ]   |
| П п        | پ       | P p     | [p]            |
| Пӏ пӏ      | ࢠ       | Ṗ ṗ     | [pʼ]           |
| Пӏу пӏу    | ࢠو      | ṖU ṗu   | [pʷʼ]          |
| Р р        | ر       | R r     | [r]            |
| С с        | س       | S s     | [s]            |
| Т т        | ت       | T t     | [t]            |
| Тӏ тӏ      | ط       | Ṭ ṭ     | [tʼ]           |
| Тӏу тӏу    | طو      | ṬU ṭu   | [tʷʼ]          |
| У у        | و       | U u     | [əw] ou [wə]   |
| Ф ф        | ف       | F f     | [f]            |
| Х х        | ݗ       | X x     | [ x]           |
| Хъ хъ      | خ       | Ẋ ẋ     | [χ]            |
| Хъу хъу    | خو      | ẊU ẋu   | [χʷ]           |
| Хь хь      | ح       | H h     | [ħ]            |
| Ц ц        | ث       | C c     | [t͡s]           |
| Цу цу      | ثو      | CU cu   | [t͡sʷ]          |
| Цӏ цӏ      | ڗ       | Ċ ċ     | [t͡sʼ]          |
| Ч ч        | چ       | Č č     | [ t͡ʃ ]         |
| ЧI чI      |         | Č̣ č̣     | [t͡ʂʼ]          |
| Чъ чъ      |         | Ĉ ĉ     | [t͡ʂ]           |
| Ш ш        |         | Š š     | [ ʃ ]          |
| Шъ шъ      | ص       | Ŝ ŝ     | [ʂ]            |
| Шъу шъу    | صو      | ŜU ŝu   | [ʂʷ]           |
| Шӏ шӏ      | ض       | Ṣ̌ ṣ̌     | [ ʃʼ]          |
| Шӏу шӏу    | ضو      | Ṣ̌U ṣ̌u   | [ ʃʷʼ]         |
| Щ щ        | ش       | Ś ś     | [ɕ]            |
| Ъ ъ        |         |         | [ˠ]            |
| Ы ы        | ئہـ‍ / ‍ہ‍   | Y y     | [ə]            |
| Ь ь        |         |         | [ʲ]            |
| Э э        | ئە / ە  | Ə ə     | [ɐ]            |
| Ю ю        | يو      | JU ju   | [ ju]          |
| Я я        | يا      | JA ja   | [ jaː]         |
| ӏ          | ئ       | ’       | [ʔ]            |
| ӏу         | ؤ       | ’u      | [ʔʷ]           |

### Alphabet latin en Turquie
En 2012, l’Association de la langue adyguéenne (Адыге Бзэ Хасэ ou Adıǵe Bze Xase en adyguéen) en Turquie propose d’organiser la création d’un alphabet latin pour l’adyguéen. Après avoir reçu un financement de 40 000 € de l’Union européenne, des médias éducatifs sont produits et sont utilisés par le ministère de l’Éducation nationale en 2022.
| A a | B b | C c | Ć ć | Ç ç | D d | E e | É é | F f | G g | Ǵ ǵ | H h | Ḣ ḣ | I ı |
| İ i | J j | K k | Ḱ ḱ | L l | Ĺ ĺ | M m | N n | O o | Ö ö | P p | Ṕ ṕ | Q q | R r |
| S s | Ś ś | Š š | Ş ş | T t | Ṫ ṫ | U u | Ü ü | V v | W w | Y y | Z z | Ź ź | `   |

## Phonologie
Le circassien présente un grand nombre de consonnes, d'une cinquantaine à 66 selon les dialectes. Tous les dialectes connaissent une opposition contrastive entre coups de glotte simples et labialisés ; une opposition très inhabituelle, et peut-être unique au dialecte abzakh, est constituée d'un triple contraste entre coups de glotte simples, labialisés et palatalisés (quoique le coup de glotte palatalisé se rencontre également en haoussa). Le dialecte circassien parlé sur les bords de la Mer Noire comporte un phonème très rare : la fricative bidentale [h̪͆], qui correspond à la fricative vélaire non voisée [x] que l'on trouve dans d'autres variantes du circassien.
Les voyelles sont les mêmes qu'en russe. Les radicaux n'utilisent que trois voyelles, a , э (ə) et ы (y) brefs. Le y (u) est utilisé uniquement dans des diphtongues. Les voyelles ю (ju) et ё (jo) sont utilisées dans les mots empruntés à d'autres langues.

## Grammaire
L'adyguéen, comme toutes les langues abkhazo-adyguéennes et en général les langues caucasiennes, est de type SOV (Sujet Objet Verbe), et se caractérise par la construction ergative de la phrase. Certains mots peuvent être utilisés aussi bien comme nom ou adjectif que comme verbe.
- Il existe deux genres (humain / non humain), deux nombres (singulier / pluriel), quatre cas (absolutif / ergatif-oblique / instrumental / adverbial-transformatif). Le possessif marque une distinction pour les parties du corps et les termes de parenté, par rapport aux autres noms.

- La conjugaison du verbe, complexe, tient compte notamment du temps, de la personne, du nombre, de la voix, du mode, de l'aspect, de la négation. L'infinitif possède la terminaison -н (-n), tandis que l'impératif est identique au radical seul. La forme verbale peut inclure plusieurs marques personnelles (sujet, objet direct et indirect). On distingue grammaticalement verbes transitifs et intransitifs, ainsi que verbes d'action et verbes d'état. Les verbes signifiant être debout, assis, couché utilisent des racines différentes selon la position relative exprimée (sur, sous, parmi, à l'intérieur d'une zone, derrière).

- Les adjectifs s'accordent en nombre. On distingue les adjectifs qualitatifs (qui peuvent prendre des degrés de comparaison, comme beau) et les adjectifs relatifs (comme en bois, anglais wooden). Les adjectifs qualitatifs se placent après le nom, les adjectifs relatifs avant.

- Les adverbes sont soit des termes intrinsèquement adverbiaux (adverbes de temps, de lieu, de quantité), soit des formes obtenues par suffixation d'un verbe, d'un adjectif ou d'une autre catégorie de mot.

- Il existe des pronoms personnels, possessifs, qualificateurs et interrogatifs. Le pronom indéfini unique зыгорэ, qui se décline, peut signifier aussi bien quelqu'un, quelque chose, quelque part, à quelque moment, etc.

- Le système de numération est vigésimal : quarante est construit à partir de 20 × 2, soixante sur 20 × 3, soixante-dix sur (20 × 3) + 10, soixante-et-onze sur (20 × 3) + (10 et 1)... Cinquante est littéralement un demi-cent. Les nombres cardinaux, sauf un, s'accolent derrière le nom qu'ils déterminent.

- La phrase interrogative conserve généralement l'ordre des mots, mais le terme sur lequel porte l'interrogation prend un suffixe interrogatif.